# Castagnaro
Castagnaro település Olaszországban, Veneto régióban, Verona megyében. Lakosainak száma 3558 fő (2023. január 1.). Castagnaro Badia Polesine, Giacciano con Baruchella, Terrazzo, Villa Bartolomea és Terrazzo, Italy községekkel határos.

## Népesség
A település népességének változása:
| Lakosok száma | 3779 | 3749 | 3558 |
|               | 2017 | 2018 | 2023 |